# Шруба, Манфред
Ма́нфред Шру́ба (нем. Manfred Schruba; род. 5 апреля 1962 года, Ольштын) — немецкий и итальянский литературовед, историк культуры; русист, полонист.

## Биография
В 1990 году окончил Институт славистики Бохумского университета.
В 1996 году защитил кандидатскую диссертацию на тему «Исследование бурлескной поэзии В.И. Майкова» («Studien zu den burlesken Dichtungen V.I. Majkovs»).
В 2002 году защитил докторскую диссертацию на тему «Литература и общество. Литературные и филологические объединения дореволюционной России» («Literatur und Öffentlichkeit. Literarische und philologische Vereinigungen im vorrevolutionären Russland»).
Профессор Миланского университета.
Автор более 130 научных публикаций.

## Научные интересы
В область научных интересов Манфреда Шрубы входят: русистика, полонистика, литературоведение, история культуры, библиография, русская культура и литература XVIII века, польская культура и литература XVIII века, история культуры Серебряного века, первая волна русской эмиграции, русская популярная печатная графика (лубочные картинки).

## Научно-организационная деятельность
- Член редколлегии книжной серии РАН «Литературное наследство»[1]
- Член редколлегии журнала Studia Litterarum (Москва)[1]
- Член редколлегии журнала «Литературный факт» (Москва)[1]
- Член редколлегии журнала «Ежегодник Дома русского зарубежья» (Москва)[1]
- Член редколлегии книжной серии Библиотека журнала Quaestio Rossica (Екатеринбург)[1]
- Член Study Group on eighteenth Century Russia (Великобритания)[1]

## Преподавательская деятельность
Профессор истории русской культуры в Миланском университете (Università degli Studi di Milano, Dipartimento di scienze della mediazione linguistica e culturale).